# Rolf Thommes
Rolf Thommes (* 23. Februar 1944; † 28. Januar 2020 in Eningen unter Achalm) war ein deutscher Fußballspieler. Der linke Flügelstürmer absolvierte in der Saison 1963/64 beim TSV 1860 München ein Bundesliga-Spiel. Von 1964 bis 1973 kamen in der zweitklassigen Fußball-Regionalliga Süd bei den Vereinen SSV Reutlingen und SSV Jahn Regensburg 223 Ligaspiele mit 54 Toren hinzu.

## Karriere
Das 19-jährige Offensivtalent wechselte 1963 von der SpVgg Lindau aus der 1. Amateurliga Schwarzwald-Bodensee zum TSV 1860 München in die neue Bundesliga. Die Münchner hatten sich als Meister der Oberliga Süd 1962/63 für die erste Saison der Bundesliga qualifiziert. Mit Peter Grosser (FC Bayern München), Engelbert Kraus (Kickers Offenbach), Otto Luttrop (Westfalia Herne) und dem vormaligen Amateurfußballer Thommes verstärkte 1860 den Spielerkader von Trainer Max Merkel. Am ersten Spieltag, den 24. August 1963, gab der Mann aus Lindau sein Debüt beim 1:1-Heimdebüt gegen Eintracht Braunschweig. Er bildete mit Peter Grosser den linken Flügel der „Löwen“. Im weiteren Rundenverlauf kam Thommes aber zu keinem weiteren Einsatz. Er konnte sich nicht gegen die weiteren Angriffsspieler wie Rudolf Brunnenmeier, Alfred Heiß, Engelbert Kraus, Hans Auernhammer, Hans Rebele und Werner Anzill durchsetzen. Nach der Spielzeit schloss er sich dem Regionalligateam des SSV Reutlingen 05 an.
Gleich in seiner ersten Saison 1964/65 wurde er im Team von Trainer Georg Wurzer Stammspieler. Er absolvierte 36 Spiele, in denen er 15 Tore erzielte; damit war er hinter Mittelstürmer Knut Tagliaferri (34 Spiele – 21 Tore) zweitbester Torschütze des SSV-Teams, gefolgt von Herbert Ammer mit 14 Toren. Das Angriffspiel von Reutlingen war durch den Flügelflitzer deutlich belebt worden. In der Endtabelle wurde hinter dem FC Bayern München Platz zwei belegt. In der anschließenden Aufstiegsrunde wurde wiederum Platz zwei belegt, diesmal hinter Borussia Mönchengladbach, das den Aufstieg schaffte. Thommes war in fünf Spielen aktiv gewesen und hatte einen Treffer erzielt. In der Saison 1967/68 belegte Reutlingen nochmals Platz drei, danach konnte Thommes mit seinen Teamkameraden nicht an den Erfolg aus dem ersten Jahr anknüpfen. Insgesamt bestritt er von 1964 bis 1969 für Reutlingen 129 Regionalligaspiele, in denen er 38 Tore erzielte.
1969 wechselte er zum Ligarivalen SSV Jahn Regensburg, für den er in der Regionalliga Süd 1969/70 in 31 Spielen acht Tore schoss. Nach drei Jahren (im letzten konnte der Abstieg mit einem Punkt Vorsprung vermieden werden) kehrte Thommes nach 39 weiteren Regionalligaeinsätzen (6 Tore) zum SSV Reutlingen zurück. In der Saison 1972/73 wurde Platz 17 belegt, was den Abstieg aus der Regionalliga bedeutete. Thommes erzielte in dieser Saison in 24 Spielen nochmals zwei Tore für Reutlingen. Insgesamt war er in der Regionalliga Süd für Reutlingen in 153 Ligaspielen mit 40 Toren sowie für Regensburg in 70 Ligaspielen mit 14 Toren aufgelaufen.